# Arsinoé (Messénie)
Arsinoé, (starořecky Ἀρσινόη), je v řecké mytologii messénská princezna. Podle některých podání s Apollónem zplodila Asklépia, častěji je však jako jeho matka uváděna thessálská princezna Korónis. 
Podání o Arsinoé jako matce Apollóna bylo připisováno Hésiodovi a jeho dílu Katalog žen, jež se však zachovalo pouze ve fragmentech a citacích. Arsinoé je zmiňována jako ta jež s Apollónem zplodila Asklépia ve scholionu k Pindarovým Pýthijským ódám, jež je někdy považováno za citaci z Katalogu žen. Totéž scholion se také odvolává na Asklépiáda, podle kterého prý byla Arsinoé dcerou Leukippa a s Apollónem kromě Asklépia, vůdce lidí, zplodili i Eriópis krásných vlasů. Pseudo-Apollodórova Bibliothéka uvádí že Arsinoé byla dcerou messénského krále Leukippa a sestrou Hilaeiry a Foibé, zvaných Leukippidy. Zmiňuje též podání o tom že s Apollónem zplodila Asklépia, vedle podání o Korónis., Podání o tom že byla matkou Asklépia uvádí také Cicero.  Zmiňuje jej též Pausaniás, který jej však považuje za fikci Hésidoda či jeho pokračovatelů, určenou k zavděčení Messéňanům. Pausaniás také uvádí že Arsionoé měla svatyni ve Spartě, nedaleko prostranství zvaného Hellénion.